# Mellem brødre (kortfilm)
 For alternative betydninger, se Mellem brødre (Matador).
|  | Denne artikel er oprettet af botten PalnaBot ud fra en ekstern database. Den kan derfor have sproglige fejl eller mangler. Denne skabelon kan fjernes efter kontrol af indholdet. |

Mellem brødre er en kortfilm fra 1997 instrueret af Niels Reiermann.